# 박호조
박호조는 대한민국의 성우이다. 1994년 CBS에 입사했으며, 현재는 CBS 18기이다. 기독교방송 성우극회 소속.
이름 때문에 박조호와는 헷갈리지 않아야 한다.

## 주요 출연작품

### 애니메이션 영화
- 이집트 왕자 (비디오)